# مورفی سیتی (مینه‌سوتا)
مورفی سیتی (به انگلیسی: Murphy City) یک منطقهٔ مسکونی در ایالات متحده آمریکا است که در شهرستان لیک، مینه‌سوتا واقع شده‌است. مورفی سیتی ۳۰ نفر جمعیت دارد و ۵۷۳٫۰۳ متر بالاتر از سطح دریا واقع شده‌است.